# Lhotecké stráně
Přírodní rezervace Lhotecké stráně byla vyhlášena roku 1985 a nachází se u obce Nová Lhota. Důvodem ochrany jsou vřesoviště s výskytem vstavače kukačky (Anacamptis morio).

## Galerie

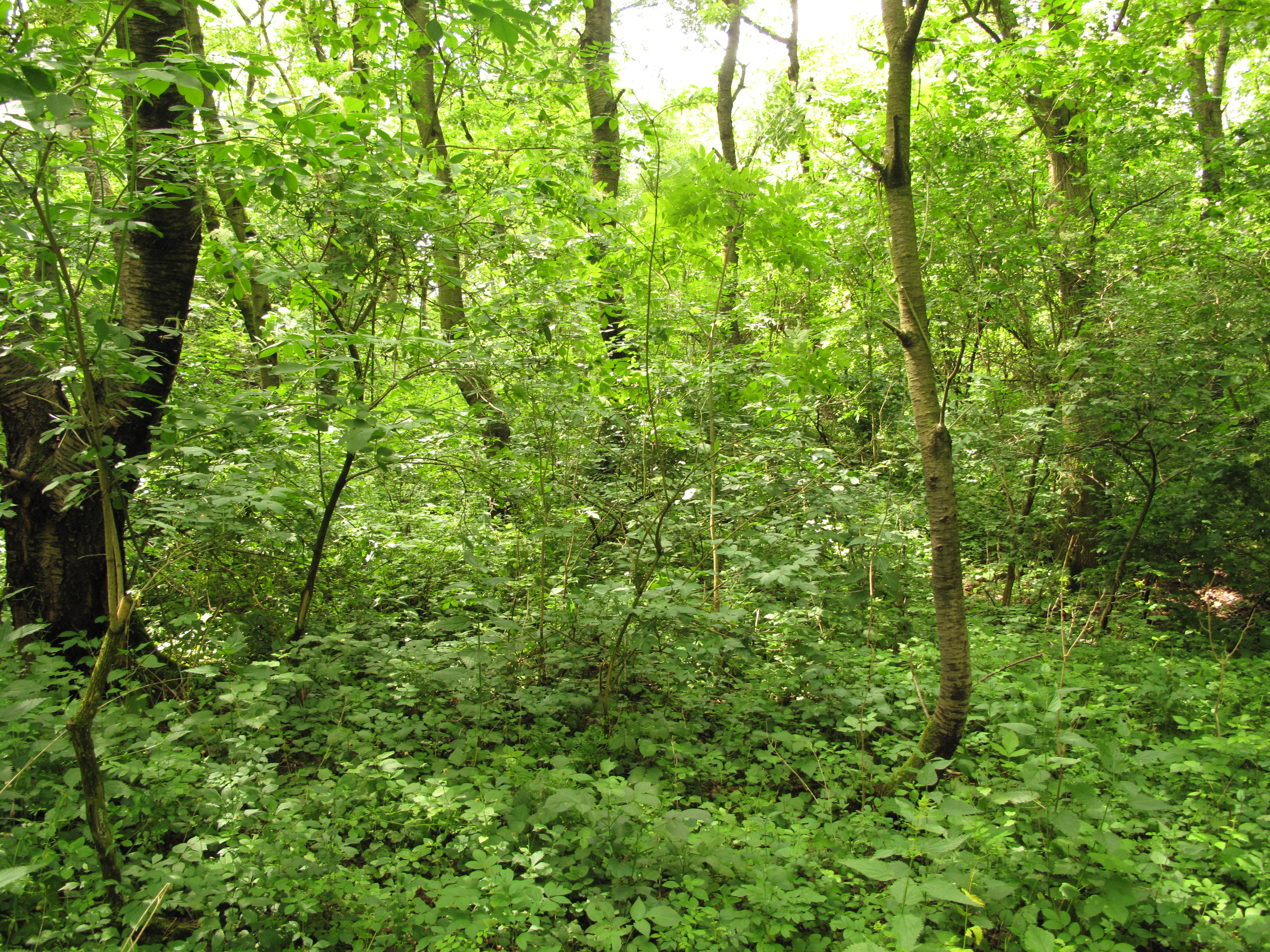
Pohled do porostu
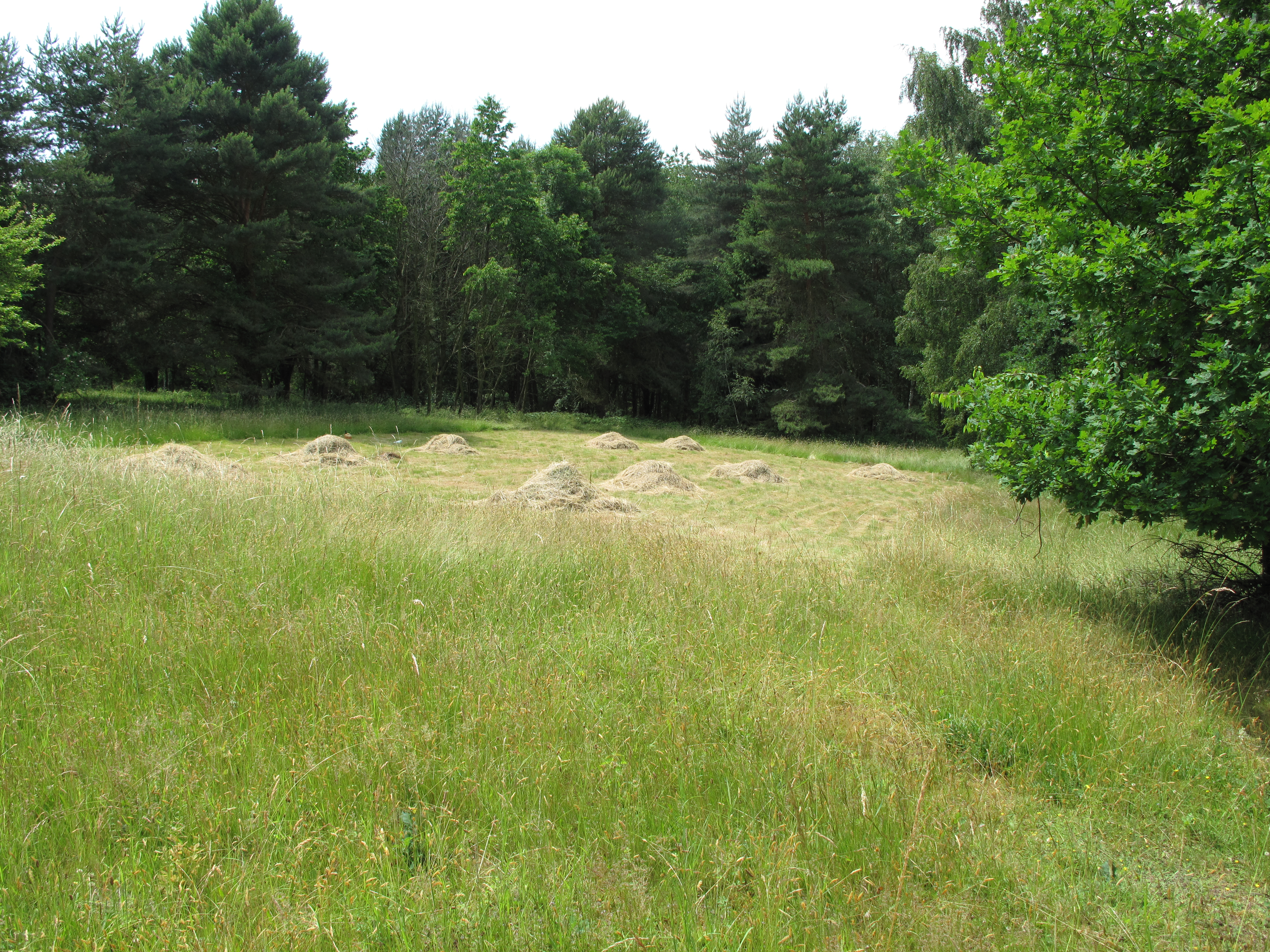
Sečení travin
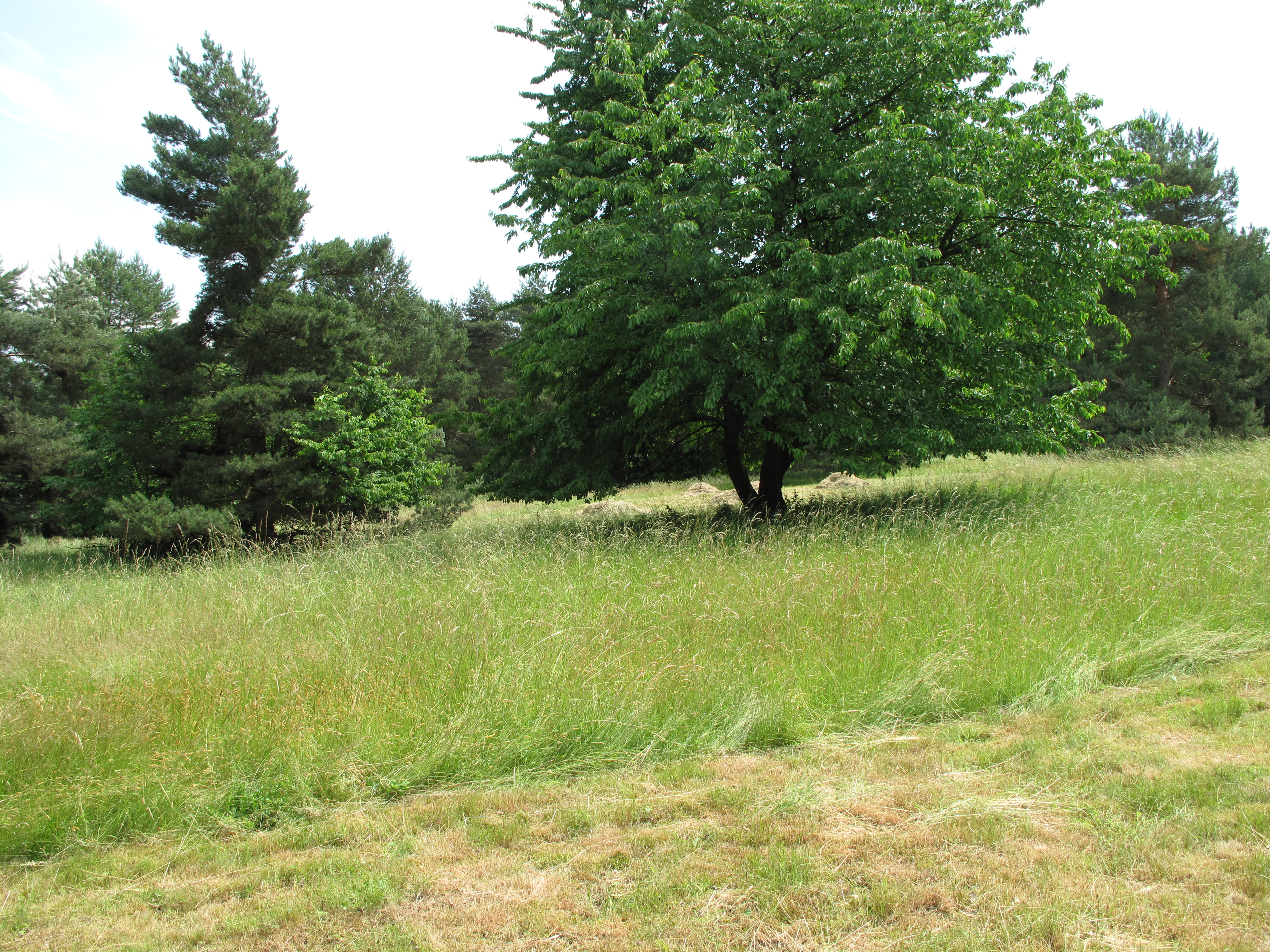
Louka